# Henri Zongo
Henri Zongo, mort fusillé le 19 septembre 1989, était un homme politique et officier militaire burkinabè. Il est l'une des figures clé de l'histoire du pays après la décolonisation. Il est impliqué dans les coups d'État réussis de 1982 et 1983. Accusé de complicité d'un coup d'État contre Blaise Compaoré, il est exécuté en 1989.

## Parcours
Henri Zongo, Thomas Sankara, Jean-Baptiste Boukary Lingani et Blaise Compaoré formaient le noyau principal du groupe  de militaires à l'origine du coup d'État de 1983 qui a porté Thomas Sankara au pouvoir. Après ce putsch Zongo est nommé ministre de la promotion économique le 4 août 1983, poste qu'il a occupé jusqu'à sa mort. Il a également été ministre des sports de Haute-Volta et a appelé au boycott africain des Jeux olympiques d'été de 1984.
Zongo, Lingani et Compaoré ont ensuite mené le coup d'État de 1987 qui a vu le renversement du capitaine Thomas Sankara. Après ce renversement, Blaise Compaoré a pris le pouvoir à la tête d'un triumvirat dont Zongo et Lingani étaient membres. En désaccord avec Compaoré sur les questions de réforme économique, Zongo et Lingani sont accusés d'avoir tenté de renverser le gouvernement. Zongo, Lingani et deux comploteurs militaires anonymes ont été arrêtés et exécutés en 1989.